# Frankenbergerius opacus
Frankenbergerius opacus är en skalbaggsart som beskrevs av Frolov och Clarke H. Scholtz 2005. Frankenbergerius opacus ingår i släktet Frankenbergerius och familjen bladhorningar. Inga underarter finns listade i Catalogue of Life.